# Salena
Selina-Maria Edbauer (n. 11 martie 1998, Leoben, Stiria, Austria), cunoscută profesional sub numele de Salena, este o cântăreață și compozitoare austriacă. Ea a reprezentat Austria la Concursul Muzical Eurovision 2023, alături de Teya, cu piesa „Who the Hell Is Edgar?”, terminând pe locul 15.